# Morten Gamst Pedersen
Pour les articles homonymes, voir Pedersen.
Morten Gamst Pedersen, né le 8 septembre 1981 à Vadsø en Norvège, est un footballeur norvégien. 
Il joue au poste de milieu de terrain ou d'ailier gauche. Il arrête sa carrière professionnelle à la fin de la saison 2023.

## Biographie

### Les débuts en Norvège
Originaire de Vadsø, dans le Comté de Finnmark, qui est le comté le plus nordique de la Norvège, Morten Gamst Pedersen a commencé sa carrière au Tromsø IL, club de la grande ville du nord de la Norvège, Tromsø.

### Blackburn Rovers
Après quatre ans passés dans le championnat norvégien, où il atteignit une moyenne de presque un but tous les deux matches, il se dirigea vers le club anglais des Blackburn Rovers, confirmant la tradition d'expatriation des footballeurs scandinaves vers l'Angleterre.
Son transfert de Tromsø IL aux Blackburn Rovers se fit en 2004, pour un prix de 1,5 million de livres sterling, montant pouvant passer à 2,5 millions suivant le nombre d'apparitions du joueur sous le maillot des Blackburn Rovers.
Il joua son premier match de FA Premier League le 28 août 2004, pour un match nul 1-1 des Blackburn Rovers contre Manchester United.
Il termina la saison 2004-2005 second meilleur buteur du club avec un total de 8 buts. En août 2005, il fut couronné de la récompense du plus beau but du mois par l'émission de la BBC Match of the Day.
En juillet 2006, il reçut l'autorisation des instances anglaises pour faire figurer le nom Gamst (le nom de jeune fille de sa mère) à la place de celui de Pedersen au dos de ses maillots.
Lors de la saison 2006-2007, il confirme en effectuant la majorité de la saison comme titulaire au poste d'ailier gauche. Il est désigné comme premier tireur des coups de pied arrêtés. Le norvégien réalise une bonne saison avec 6 buts en championnat. De plus, il se révèle bon passeur en effectuant 11 passes décisives en Premier League.
En revanche, deux ans plus tard, il a dû patienter jusqu'à l'avant-dernière journée avant d'inscrire son tout premier but pour les Rovers de la saison contre Portsmouth (victoire 2-0). Il termine second meilleur passeur de Premier League en réalisant 8 passes décisives, derrière le blues Frank Lampard. Lors de cette même année, il récupère le nom Pedersen sur son maillot et ainsi jusqu'à la fin de sa carrière.
En janvier 2010, lors de la 21e du championnat, il inscrit le seul but de son club face à Manchester City mais ne peut empêcher la défaite 4-1. 
En novembre 2010, lors d'un match face à Newcastle, Joey Barton lui donne un coup de poing en plein match. Le magpies prendra par la suite trois matchs de suspension.
En 2010, après une saison concluante, il reconduit son contrat jusqu'en 2014 et le président Williams déclara que Pedersen serait un joueur clé de l'équipe et que son futur à Ewood Park serait probablement définitif.

### Passage en Turquie
En août 2013, il signe gratuitement pour le club turc de Karabükspor.

### Rosenborg
Il signe en 2014 pour le club norvégien de Rosenborg.

### Carrière internationale
Morten Gamst Pedersen joue pour l'équipe de Norvège de football depuis 2004. Lors de sa première sélection, il inscrit ses deux premiers buts sous les couleurs norvégiennes durant un match amical, le 18 février 2004, contre l'Irlande du Nord, pour une victoire finale de la Norvège 4-1.
Le 2 septembre 2006, lors d'un match de qualifications de l'Euro 2008 face à la Hongrie, le jeune ailier, dont l'idole de jeunesse était la star néerlandaise du football des années 1980 Marco van Basten, inscrit un but similaire au célèbre but de l'attaquant des Pays-Bas en finale de l'Euro 1988. Les journaux norvégiens tels Aftenposten ou Dagbladet l'ont surnommé « Van Gamsten » à la suite de son exploit. Après ce match, il reçoit le Gullklokka, qui est une distinction que l'on remet aux internationaux norvégiens ayant atteint les 25 sélections avec la Norvège.
Le 12 août 2009, dans un match éliminatoire de la Coupe du monde 2010 contre l'Écosse, il inscrit un doublé qui permet à son équipe de s'imposer.
Le 17 novembre 2010, lors d'un match amical, il marque d'un superbe coup franc en pleine lucarne face à l'Irlande, participant à la victoire 2-1 de son équipe.
Le 4 juin 2011, il débute la campagne de qualifications de l'Euro 2012 contre le Portugal de Ronaldo où les Norvégiens s'inclinent 1-0. Le 7 juin 2011, il est élu homme du match lorsqu'il marque à la suite d'un pénalty raté à la 83e minutes face à la Lituanie.
Le Norvégien est de moins en moins sollicité en équipe nationale. Il est écarté de l'équipe pour les matchs éliminatoires de la Coupe du monde 2014 face à l'Islande et la Slovénie en septembre 2012. Il ne sera pas appelé pendant un an jusqu'à ce que le sélectionneur Per-Mathias Høgmo le convoque pour les matchs amicaux contre le Danemark et l'Écosse à la suite de la blessure de Daniel Braaten.

## Statistiques
| Saison                | Club                  | Championnat           | Championnat | Championnat | Championnat | Coupe nationale | Coupe nationale | Coupe nationale | Coupe de la Ligue | Coupe de la Ligue | Coupe de la Ligue | Compétition(s) continentale(s) | Compétition(s) continentale(s) | Compétition(s) continentale(s) | Compétition(s) continentale(s) | Norvège | Norvège | Norvège | Total | Total | Total |
| Saison                | Club                  | Division              | M.          | B.          | P.d.        | M.              | B.              | P.d.            | M.                | B.                | P.d.              | Comp.                          | M.                             | B.                             | P.d.                           | M.      | B.      | P.d.    | M.    | B.    | P.d.  |
| 2000                  | Tromsø IL             | Tippeligaen           | 10          | 3           | 1           | 1               | 0               | 0               | -                 | -                 | -                 | -                              | -                              | -                              | -                              | -       | -       | -       | 11    | 3     | 1     |
| 2001                  | Tromsø IL             | Tippeligaen           | 26          | 5           | 4           | 4               | 0               | 0               | -                 | -                 | -                 | -                              | -                              | -                              | -                              | -       | -       | -       | 30    | 5     | 4     |
| 2002                  | Tromsø IL             | Adeccoligaen          | 23          | 18          | 0           | 5               | 3               | 0               | -                 | -                 | -                 | -                              | -                              | -                              | -                              | -       | -       | -       | 28    | 21    | 0     |
| 2003                  | Tromsø IL             | Tippeligaen           | 26          | 7           | 4           | 5               | 5               | 0               | -                 | -                 | -                 | -                              | -                              | -                              | -                              | -       | -       | -       | 31    | 12    | 4     |
| 2004                  | Tromsø IL             | Tippeligaen           | 18          | 7           | 4           | 3               | 3               | 0               | -                 | -                 | -                 | -                              | -                              | -                              | -                              | 5       | 2       | 0       | 26    | 12    | 4     |
| Sous-total            | Sous-total            | Sous-total            | 103         | 40          | 13          | 17              | 11              | 0               | -                 | -                 | -                 | -                              | -                              | -                              | -                              | 5       | 2       | 0       | 125   | 53    | 13    |
| 2004-2005             | Blackburn Rovers      | Premier League        | 19          | 4           | 3           | 7               | 3               | 1               | 1                 | 1                 | 0                 | -                              | -                              | -                              | -                              | 10      | 2       | 0       | 37    | 10    | 4     |
| 2005-2006             | Blackburn Rovers      | Premier League        | 34          | 9           | 6           | 2               | 0               | 0               | 6                 | 1                 | 1                 | -                              | -                              | -                              | -                              | 8       | 1       | 0       | 50    | 11    | 7     |
| 2006-2007             | Blackburn Rovers      | Premier League        | 36          | 6           | 10          | 5               | 2               | 2               | 1                 | 0                 | 0                 | C3                             | 7                              | 0                              | 2                              | 8       | 2       | 0       | 57    | 10    | 14    |
| 2007-2008             | Blackburn Rovers      | Premier League        | 37          | 4           | 2           | 1               | 0               | 0               | 2                 | 1                 | 0                 | C3+C4                          | 4+2                            | 0+1                            | 0                              | 9       | 1       | 0       | 55    | 7     | 2     |
| 2008-2009             | Blackburn Rovers      | Premier League        | 33          | 1           | 7           | 1               | 0               | 0               | 3                 | 0                 | 1                 | -                              | -                              | -                              | -                              | 10      | 2       | 0       | 47    | 3     | 8     |
| 2009-2010             | Blackburn Rovers      | Premier League        | 33          | 3           | 6           | 1               | 0               | 1               | 5                 | 2                 | 2                 | -                              | -                              | -                              | -                              | 8       | 2       | 0       | 47    | 7     | 9     |
| 2010-2011             | Blackburn Rovers      | Premier League        | 35          | 4           | 6           | 2               | 0               | 0               | 2                 | 0                 | 2                 | -                              | -                              | -                              | -                              | 10      | 2       | 1       | 49    | 6     | 9     |
| 2011-2012             | Blackburn Rovers      | Premier League        | 33          | 3           | 4           | 1               | 0               | 0               | 3                 | 1                 | 1                 | -                              | -                              | -                              | -                              | 5       | 1       | 0       | 42    | 5     | 5     |
| 2012-2013             | Blackburn Rovers      | Championship          | 28          | 1           | 7           | 5               | 0               | 0               | -                 | -                 | -                 | -                              | -                              | -                              | -                              | 1       | 0       | 0       | 34    | 1     | 7     |
| Sous-total            | Sous-total            | Sous-total            | 288         | 35          | 51          | 25              | 5               | 4               | 23                | 6                 | 7                 | -                              | 13                             | 1                              | 2                              | 69      | 13      | 1       | 418   | 60    | 65    |
| 2013-2014             | Karabükspor           | D1                    | 10          | 0           | 0           | 3               | 0               | 0               | -                 | -                 | -                 | -                              | -                              | -                              | -                              | 5       | 1       | 1       | 18    | 1     | 1     |
| Sous-total            | Sous-total            | Sous-total            | 10          | 0           | 0           | 3               | 0               | 0               | -                 | -                 | -                 | -                              | -                              | -                              | -                              | 5       | 1       | 1       | 18    | 1     | 1     |
| 2014                  | Rosenborg BK          | Tippeligaen           | 24          | 3           | 8           | 2               | 1               | 0               | -                 | -                 | -                 | -                              | -                              | -                              | -                              | 4       | 0       | 1       | 30    | 4     | 9     |
| 2015                  | Rosenborg BK          | Tippeligaen           | 4           | 0           | -           | 1               | -               | -               | -                 | -                 | -                 | C3                             | 6                              | 1                              | 2                              | -       | -       | -       | 11    | 1     | 2     |
| Sous-total            | Sous-total            | Sous-total            | 24          | 3           | 8           | 2               | 1               | 0               | -                 | -                 | -                 | -                              | 6                              | 1                              | 2                              | 4       | 0       | 1       | 36    | 5     | 11    |
| 2016                  | Tromsø IL             | Tippeligaen           | 8           | 0           | 0           | 1               | 0               | 0               | -                 | -                 | -                 | -                              | -                              | -                              | -                              | -       | -       | -       | 9     | 0     | 0     |
| Total sur la carrière | Total sur la carrière | Total sur la carrière | 437         | 78          | 75          | 50              | 17              | 4               | 23                | 6                 | 7                 | -                              | 19                             | 2                              | 4                              | 83      | 16      | 3       | 612   | 119   | 93    |

## Palmarès

### En club
- Tromsø
  - Vainqueur de l'Adeccoligaen : 2002

### Individuel
- Tromsø
  - Meilleur buteur de l'Adeccoligaen : 2002